# Robert Retschke

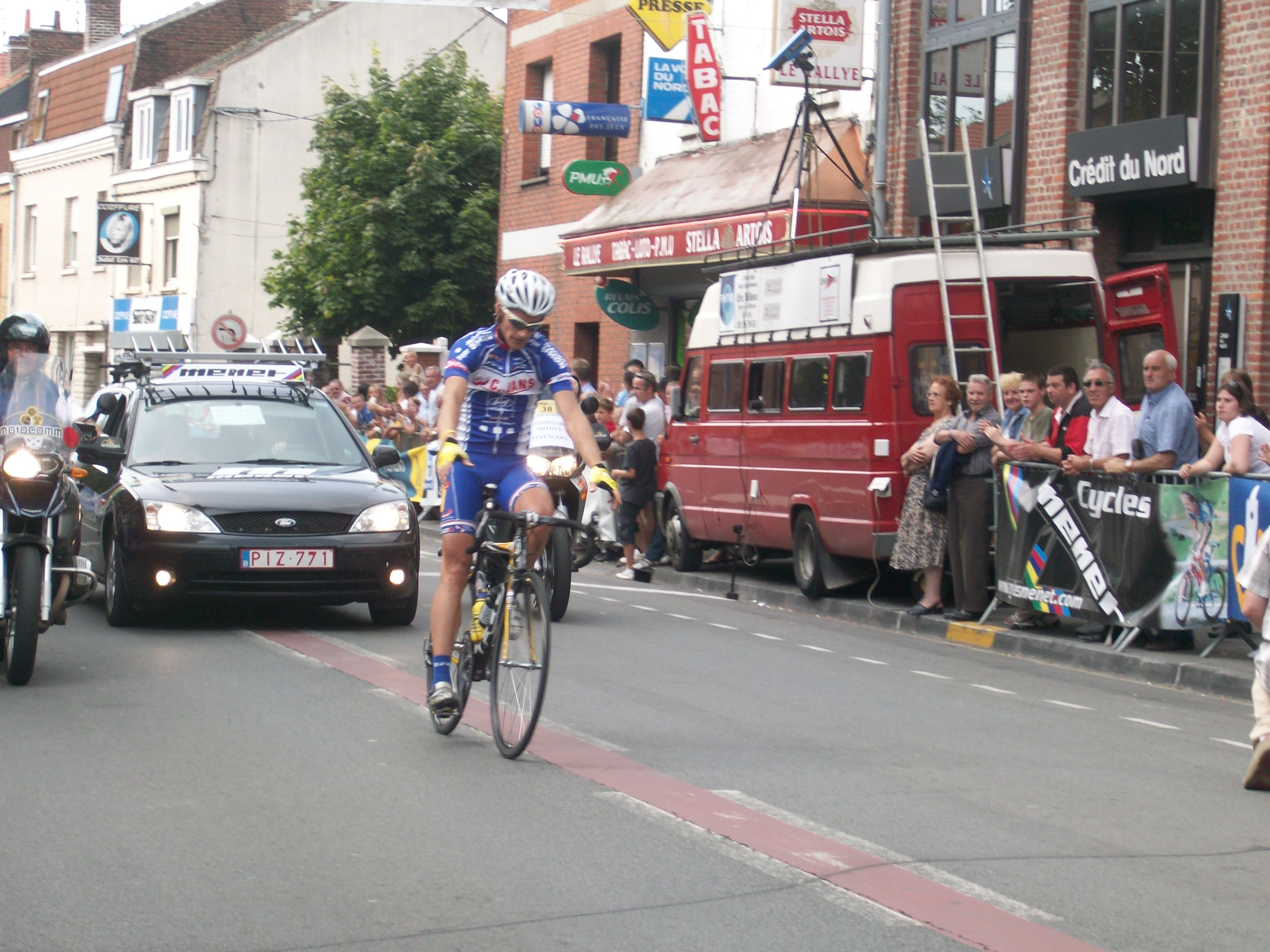
Robert Retschke bei seinem Sieg beim Grand Prix de Pérenchies 2009

Robert Retschke (* 17. Dezember 1980 in Bernau bei Berlin) ist ein deutscher Radrennfahrer. 

## Sportliche Laufbahn
Retschke siegte 2000 zum Saisonauftakt im Rennen Berlin–Bad Freienwalde–Berlin. Er begann seine professionelle Radsportkarriere 2003 bei der Radsportteam Vermarc Sportswear und fuhr auch in den nächsten Jahren meist für kleinere Mannschaften. Zweimal war er Mitglied eines UCI Professional Continental Teams:  2006 und 2007 des Teams Wiesenhof und 2011 des Teams NetApp.
Retschke erzielte seine größten Erfolge auf der Straße im Jahr 2005. Er wurde deutscher Bergmeister, gewann die Eintagesrennen Köln-Schuld-Frechen sowie Rund um  Düren und wurde Neunter bei Rund um Köln. Er siegte 2006 und 2010 noch zwei weitere Male bei den deutschen Bergmeisterschaften.
Auf der Bahn widmete Retschke sich dem Steherrennen und wurde 2012 und 2013 jeweils Dritter der deutschen Meisterschaften. 2014 wurde Retschke Silbermedaillengewinner der deutschen Stehermeisterschaften. 2023 wurde er deutscher Stehermeister (hinter Holger Ehnert). 2023 wurde er Dritter bei den Europameisterschaften im Steherrennen. 2024 gewann er das traditionsreiche Goldene Rad von Erfurt.

## Erfolge
2003
- zwei U23-Bundesligarennen
- eine Etappe Brandenburg-Rundfahrt

2005
- Deutscher Bergmeister
- Köln–Schuld–Frechen
- Rund um Düren

2006
- Deutscher Bergmeister

2008
- eine Etappe Rothaus Regio-Tour

2009
- Grand Prix de la ville de Pérenchies
- Grand Prix des Marbriers

2010
- Deutscher Bergmeister

2023
- Deutscher Meister – Steherrennen (mit Schrittmacher Holger Ehnert)